# Hydrocynus brevis
Hydrocynus brevis (Günther, 1864), conosciuto comunemente come Pesce tigre, è un pesce d'acqua dolce appartenente alla famiglia Alestidae.

## Distribuzione e habitat
Questa specie è diffusa in Africa, nei bacini idrografici del Sahel e del Sudan, comprendendo anche i fiumi Nilo, Senegal, Gambia, Niger, Volta e il lago Ciad. 

## Descrizione

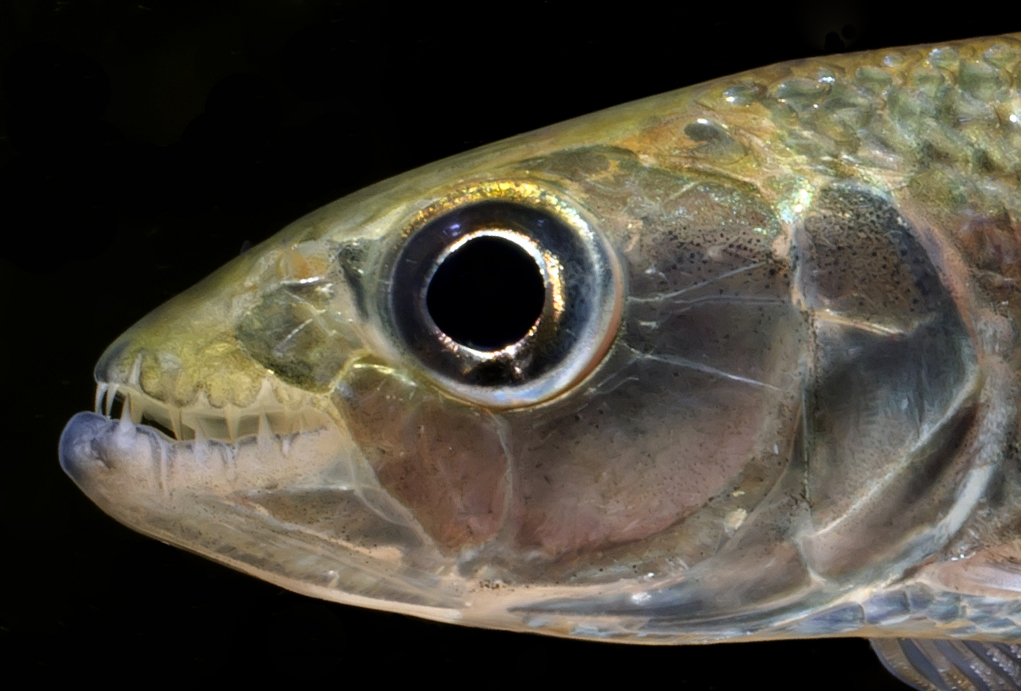
Particolare della testa

Presenta un corpo allungato, idrodinamico e compresso ai fianchi. La testa è arrotondata, gli occhi sono grandi, la bocca è ampia con mascelle provviste di denti appuntiti di varie dimensioni. Le pinne sono triangolari ed appuntite, la pinna caudale fortemente bilobata. La livrea presenta testa verde oliva, con corpo grigio argenteo e riflessi verdastri: le scaglie presentano poi piccole macchie nere formanti numerose linee orizzontali brune. Le pinne sono trasparenti, tendenti al grigio, la caudale è grigia, orlata di nero.

Raggiunge una lunghezza massima di 86 cm, per 8 kg di peso.

## Alimentazione
Predatore, si nutre di pesci, insetti e crostacei del genere Caridina

## Pesca
H. brevis è pescato per il commercio delle sue carni.